# Санта-Эрнестина
Санта-Эрнестина (порт. Santa Ernestina) — муниципалитет в Бразилии, входит в штат Сан-Паулу. Составная часть мезорегиона Рибейран-Прету. Входит в экономико-статистический микрорегион Жаботикабал. Население составляет 5836 человек на 2006 год. Занимает площадь 134,964 км². Плотность населения — 43,2 чел./км².
Праздник города — 21 марта.

## История
Город основан в 1965 году.

## Статистика
- Валовой внутренний продукт на 2003 составляет 45 286 198,00 реалов (данные: Бразильский институт географии и статистики).
- Валовой внутренний продукт на душу населения на 2003 составляет 7818,75 реала (данные: Бразильский институт географии и статистики).
- Индекс развития человеческого потенциала на 2000 составляет 0,770 (данные: Программа развития ООН).

## География
Климат местности: тропический. В соответствии с классификацией Кёппена, климат относится к категории Aw.